# Mahesh Mangaonkar
Mahesh Mangaonkar, né le 23 mars 1994 à Bombay, est un joueur professionnel de squash représentant l'Inde. Il atteint en janvier 2015 la 44e place mondiale sur le circuit international, son meilleur classement. Il remporte les Jeux asiatiques par équipes en 2014. Il est champion d'Inde en 2018 et en 2019.
En 2022, il devient champion de Finlande car résident depuis plus de trois ans en Finlande, il est autorisé à participer.

## Biographie
Il remporte le prestigieux British Junior Open en moins de 15 ans en 2009. Il rentre dans le top 50 pour la première fois en novembre 2014. Il est champion d'Inde en 2018 en l'absence du multiple champion et tenant du titre Saurav Ghosal.
Il obtient sa meilleure performance en janvier 2019 lors du tournoi CCI International 2019 où il bat le cinquième joueur mondial Marwan El Shorbagy, de retour de blessure.

## Palmarès

### Titres
- Championnats de Finlande : 2022
- Championnats d'Inde : 2 titres (2018, 2019)

### Finales
- Championnats d'Asie par équipes : 2021